# Olga Modrachová
Olga Modrachová, provdaná Olga Davidová (9. května 1930 Praha – 30. ledna 1995 Brno), byla československá atletka. Dvojnásobná účastnice letních olympijských her.

## Kariéra
V roce 1950 na ME v atletice v belgickém Bruselu vybojovala bronzovou medaili v pětiboji (80 m překážek, skok daleký, vrh koulí, skok do výšky, běh na 200 m). Reprezentovala ve skoku do výšky na letních olympijských hrách 1952 v Helsinkách, kde v sedmnáctičlenném finále obsadila s výkonem 158 cm páté místo. Na ME v atletice 1954 v Bernu získala bronzovou medaili ve výšce, když překonala 163 cm. V roce 1956 skončila na letních olympijských hrách v australském Melbourne na desátém místě (164 cm). V letech 1947 – 1960 reprezentovala v 41 mezistátních utkáních.

### Osobní rekordy
- pětiboj – 4 484 bodů (1958)
- skok do výšky – 169 cm (1955)
- 80 m př. – 11,7 s (1951)
- skok daleký – 570 cm (1954)

## Osobní život
V letech 1975 – 1979 byla první předsedkyní českého klubu olympioniků. Jejím manželem byl československý atlet, sprinter Jiří David (1923 – 1997), který získal na ME 1946 v Oslo bronz v běhu na 200 metrů a bronz ve štafetě na 4 × 100 metrů.